# Sandy Lake (Alberta)

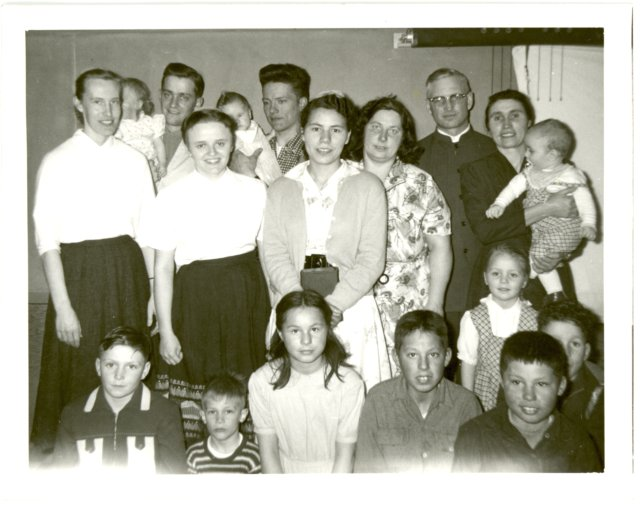

Sandy Lake est un hameau (hamlet) de Opportunity No 17, situé dans la province canadienne d'Alberta.

## Démographie
En tant que localité désignée dans le recensement de 2011, Sandy Lake a une population de 68 habitants dans 27 de ses 42 logements, soit une variation de -26.9% par rapport à la population de 2006. Avec une superficie de 1,479 4 km2, le hameau possède une densité de population de 45,964 6 hab/km2 en 2011.
Concernant le recensement de 2006, Sandy Lake abritait 93 habitants dans 29 de ses 33 logements. Avec une superficie de 1,479 3 km2, le hameau possédait une densité de population de 62,9 hab/km2 en 2006.